# Pilumnus teixeiranus
Pilumnus teixeiranus is een krabbensoort uit de familie van de Pilumnidae. De wetenschappelijke naam van de soort is voor het eerst geldig gepubliceerd in 1875 door Brito Capello.